# Thiên hoàng Go-Komatsu
Thiên hoàng Go-Komatsu (後小松天皇 (Hậu Tiểu Tùng thiên hoàng) Go-Komatsu-tennō, 1 tháng 8, 1377 – 1 tháng 12, 1433) là Thiên hoàng thứ 100 của Nhật Bản theo danh sách kế thừa truyền thống. Ông trị vì hai lần: lần thứ nhất từ năm 1382 đến năm 1392 dưới danh nghĩa Bắc triều; lần thứ hai là Thiên hoàng của Nhật Bản thống nhất từ năm 1392 đến năm 1412.
Về tên gọi của ông, sách Jien's Gukanshō viết rằng chữ "Komatsu" là biến âm của chữ "Kōkō", tên của Thiên hoàng Kōkō vào thế kỷ IX. Sách này cũng giải thích cụ thể "Kōkō" được hiểu (gọi là) "Thiên hoàng Komatsu". Để tránh trùng tên và cũng để vinh danh tiên đế, các Thiên hoàng của họ "Komatsu" đều mang chữ "Go" (tiếng Nhật nghĩa là: hậu, sau, thứ hai - đệ nhị), cho nên thân vương Motohito vì để vinh danh Thiên hoàng Kōkō nên ông tự đặt hiệu là Go-Komatsu, hay Kōkō II, Komatsu II.

## Phả hệ
Trước khi lên ngôi, ông có tên húy là Motohito -shinnō. Ông là con trai cả của Bắc Thiên hoàng Go-En'yū có với hoàng hậu Tsūyōmonin no Itsuko, con gái của quan Cơ mật viện Sanjō Kimitada.
- Phi tử (後宮): Hinonishi Motoko (日野西資子, 1384–1440) còn được biết đến là Kohan'mon-in (光範門院), con gái của Hinonishi Sukekuni
  - Hoàng trưởng tử: Thân vương Mihito (実仁親王) chính là Thiên hoàng Shōkō
  - Hoàng nhị tử: Thân vương Ogawa (1404–1425; 小川宮), làm Hoàng thái đệ cho anh trai mình là Thiên hoàng Shōkō
  - Hoàng trưởng nữ: Nội thân vương Riei (理永女王; 1406–1447)
- Điển thị (典侍): Kanrouji Tsuneko (甘露寺経子), con gái của Kanrouji Kanenaga
- Cung nhân (宮人): con gái của Hinonishi Sukekuni
- Cung nhân (宮人): con gái của Shirakawa Suketada
- Cung nhân (宮人): Kohyōe-no-Tsubone (小兵衛局)
  - Hoàng nữ: (sinh năm 1412)
- Cung nhân (宮人): Không rõ (con gái của đại thần thuộc phe Nam Triều)
  - Hoàng tử: Nhất Hưu Tông Thuần (Ikkyū Sōjun, 一休宗純) (1394-1481)

Ông ấy được đặt hiệu theo Thiên hoàng Kōkō, còn có tên hiệu là Komatsu, bởi vì cả hai đều giành lấy ngai vàng cho dòng tộc của mình, trong trường hợp của Thiên hoàng Go-Komatsu là bởi vì ông đã đánh bại phe Nam Triều, còn trường hợp của Thiên hoàng Kōkō là đã kế vị ngai vàng từ cháu trai của anh mình là Thiên hoàng Yōzei.

## Lên ngôi Thiên hoàng
Ông lên ngôi ngày 24 tháng 5 năm 1382 dương lịch sau khi cha là Thiên hoàng Go-En'yū vừa thoái vị, hiệu là Go-Komatsu
Thời gian ở ngôi vua Bắc triều (1382 - 1392), ông cùng Shogun tích cực thảo phạt thế lực chống đối và tiến tới thống nhất quốc gia; đồng thời Go-Komatsu cũng không còn quyền lực gì ngoài việc liên kết với các gia tộc, Shogun để giữ ngai vàng của Bắc triều.
Ngày 19 tháng 11 năm 1392 dương lịch, dưới sự trung gian của Shogun nhà Ashikaga thì Thiên hoàng Go-Kameyama của Nam triều đã phải thoái vị, nhường ngôi lại cho Go-Komatsu. Nhật Bản tái thống nhất trở lại. Ông chính thức lên ngôi Thiên hoàng thứ 100 của nước Nhật Bản thống nhất, trị vì với niên hiệu Meitoku nguyên niên (1393-1394).
Không tài liệu nào ghi lại những hoạt động của Go-Komatsu sau khi Nhật Bản tái thống nhất. Nhưng có thể nhận định, việc Nhật Bản tái thống nhất được dưới trướng Thiên hoàng Go-Komatsu phần lớn do công lao của Shogun Yoshimitsu, nên mặc dù quyền lực là của Thiên hoàng, nhưng thực tế bị Shogun nắm lấy tất cả. Yoshimitsu dẹp yên các thế lực chống đối và nắm quyền lực cao nhất, ngang bằng với Thiên hoàng. Ngay cả khi Yoshimitsu từ chức Shogun để được Go-Komatsu phong làm Daijodaijin (Thái chính đại thần) để thực thi "công vũ hợp nhất" giữa công khanh và vũ gia. Năm 1401, Yoshimitsu thay mặt Thiên hoàng ngoại giao với nhà Minh (Trung Quốc), giúp vua Minh Thái Tổ dẹp cướp biển (wako, Oa khấu) để bảo vệ vùng biển phía đông Trung Quốc. Từ đó cho đến khi ông ta (tức Yoshimitsu) thoái vị và nhường chức cho con, Yoshimitsu luôn có mưu đồ soán ngôi vua Nhật. Biểu hiện là trong các buổi lễ, Yoshimitsu ngồi ngang vai với Thiên hoàng, đặt nghi thức như lập thái tử cho con cháu mình.
Ngày 05 tháng 10 năm 1412 dương lịch, Thiên hoàng thoái vị và nhường ngôi cho con cả là thân vương Mihito. Thân vương lên ngôi và lấy hiệu là Thiên hoàng Shōkō.
Trong thời gian rời ngôi, ngôi vị và lễ đăng quang của ông được các nhà viết sử coi là hợp pháp của Nhật Bản. Nhưng đến thế kỷ XIX, Thiên hoàng Minh Trị xem xét lại và trong tuyên bố năm 1911, ông coi các Thiên hoàng Nam triều là hợp pháp, Bắc triều là bất hợp pháp.
Ông có ba con ruột và hai con nuôi. Con cả và cũng là con ruột ông sẽ lên ngôi Thiên hoàng kế tiếp, hoàng tử Ogawa, công chúa Riei. Hai người con nuôi là Hikohito (con trai của Hoàng tử Sadafusa, trở thành Thiên hoàng Go-Hanazono) và thiền sư Ikkyu Sōjun.

### Niên hiệu

#### Bắc triều
- Eitoku (1381–1384)
- Shitoku (1384–1387)
- Kakei (1387–1389)
- Kōō (1389–1393]

#### Nam triều
- Kōwa (1381–1384)
- Genchū (1384–1390)
- Meitoku (1390–1393)‡

#### Tái thống nhất
- Meitoku (1393–1394)‡
- Ōei (1394–1428)